# Ałbena Grabowska
Ałbena Grabowska (ur. 1971 w Pruszkowie) – polska pisarka, lekarz neurolog i epileptolog. Zadebiutowała w 2011 powieścią Tam, gdzie urodził się Orfeusz. Od tamtej pory wydała ponad dwadzieścia książek, nadal pracując czynnie jako lekarz.

## Życiorys
Córka Bułgarki i Polaka. Wychowana w Polsce. Biegle włada bułgarskim. Z wykształcenia jest lekarzem. Ukończyła studia w Akademii Medycznej w Warszawie. Posiada dwa stopnie specjalizacji, w tym certyfikat z epileptologii. 27 października 2004 uzyskała stopień doktora nauk medycznych. Pracowała m.in. w Klinice Neurologii i Epileptologii w Warszawie, a także w Zakładzie Patofizjologii i Elektroencefalografii w szpitalu dziecięcym w Dziekanowie Leśnym. W latach 2003–2023, pełniła funkcję sekretarza Polskiego Towarzystwa Epileptologii. Przez wiele lat pisywała do prasy z segmentu lifestyle. Odpowiadała na listy do lekarza i prowadziła rubryki porad lekarskich. Na rynku wydawniczym zadebiutowała reportażem Tam, gdzie urodził się Orfeusz. Pisze książki dla dorosłych oraz dla dzieci i młodzieży. W 2014 była ambasadorką akcji „Solidarność kobiet ma SENS”. 
Na podstawie jej powieści powstał serial Stulecie Winnych. Cztery sezony były emitowane w TVP1 na przestrzeni lat 2019-2022 i gromadziły przez ekranami średnio 3 mln widzów.
W ostatnim okresie skupiła się na scenariuszach filmowych, napisała także libretto musicalu Pora jeziora, wystawionego przez Filharmonię Warmińsko-Mazurską (2020) oraz libretto musicalu Kopernik (2023), wystawionego przez Operę Krakowską. Oba musicale ze słowami piosenek Daniela Wyszogrodzkiego oraz muzyką Tomasza Szymusia. W 2022 roku nakładem Filharmonii Warmińsko-Mazurskiej ukazały się książka oraz płyta CD Pora jeziora.
Matka trójki dzieci: Juliana, Aliny i Franciszka. Chętnie występuje w epizodycznych rolach w ekranizacjach swoich książek.

## Książki
- O małpce, która spadła z drzewa, Wydawnictwo TacyJakJa, 2010
- Tam, gdzie urodził się Orfeusz, Wydawnictwo Zwierciadło, 2011
- Julek i Maja w labiryncie, Wydawnictwo Akapit Press, 2011
- Coraz mniej olśnień, Wydawnictwo MWK Sp. z o.o., 2012
- Julek i Maja. Powrót do gry, Wydawnictwo Akapit Press, 2012
- Julek i Maja. Podróż w nieznane, Wydawnictwo Akapit Press, 2013
- Julek i Maja. Misja w czasie, Wydawnictwo Akapit Press, 2014
- Lot nisko nad ziemią, Wydawnictwo Zwierciadło, 2014[15]
- Stulecie Winnych. Ci, którzy przeżyli, tom 1, Wydawnictwo Zwierciadło, 2014
- Stulecie Winnych. Ci, którzy walczyli, tom 2, Wydawnictwo Zwierciadło, 2015
- Stulecie Winnych. Ci, którzy wierzyli, tom 3, Wydawnictwo Zwierciadło, 2015
- Coraz mniej olśnień, Wydawnictwo Zwierciadło, 2015 – wznowienie
- Lady M., Wydawnictwo Zwierciadło, 2016[16]
- Alicja w krainie czasów. Czas zaklęty, tom 1, Wydawnictwo Zwierciadło, 2016
- Alicja w krainie czasów. Czas opowiedziany, tom 2, Wydawnictwo Zwierciadło, 2016
- Alicja w krainie czasów. Czas odzyskany, tom 3, Wydawnictwo Zwierciadło, 2017
- Ostatnia chowa klucz, Wydawnictwo Zwierciadło, 2017[17]; kryminał
- Kości proroka, Wydawnictwo Marginesy, 2018
- Matki i córki, Wydawnictwo Marginesy, 2019
- Doktor Bogumił, Wydawnictwo Marginesy, 2020
- Rzeki płyną, jak chcą, Dom Wydawniczy Rebis, 2021
- Doktor Anna, Wydawnictwo Marginesy, 2021
- Stulecie Winnych. Początek, tom 0, Wydawnictwo Zwierciadło, 2021
- Doktor Zosia, Wydawnictwo Marginesy, 2022
- Pora jeziora (z Danielem Wyszogrodzkim), Filharmonia Warmińsko-Mazurska, 2022
- Najważniejsze to przeżyć, Dom Wydawniczy Rebis, 2023
- Odlecieć jak najdalej, Dom Wydawniczy Rebis, 2024

## Libretta
- Pora jeziora (muz. Tomasz Szymuś, reż. Jerzy Połoński), Filharmonia Warmińsko-Mazurska, 2020
- Kopernik (muz. Tomasz Szymuś, reż. Jakub Szydłowski), Opera Krakowska, 2023

## Nagrody i wyróżnienia
- W 2015 wyróżniona nagrodą „Pióro” na Festiwalu Literatury Kobiet za powieść „Stulecie winnych – ci, którzy przeżyli”[8][18].